# Illumination (Beleuchtung)

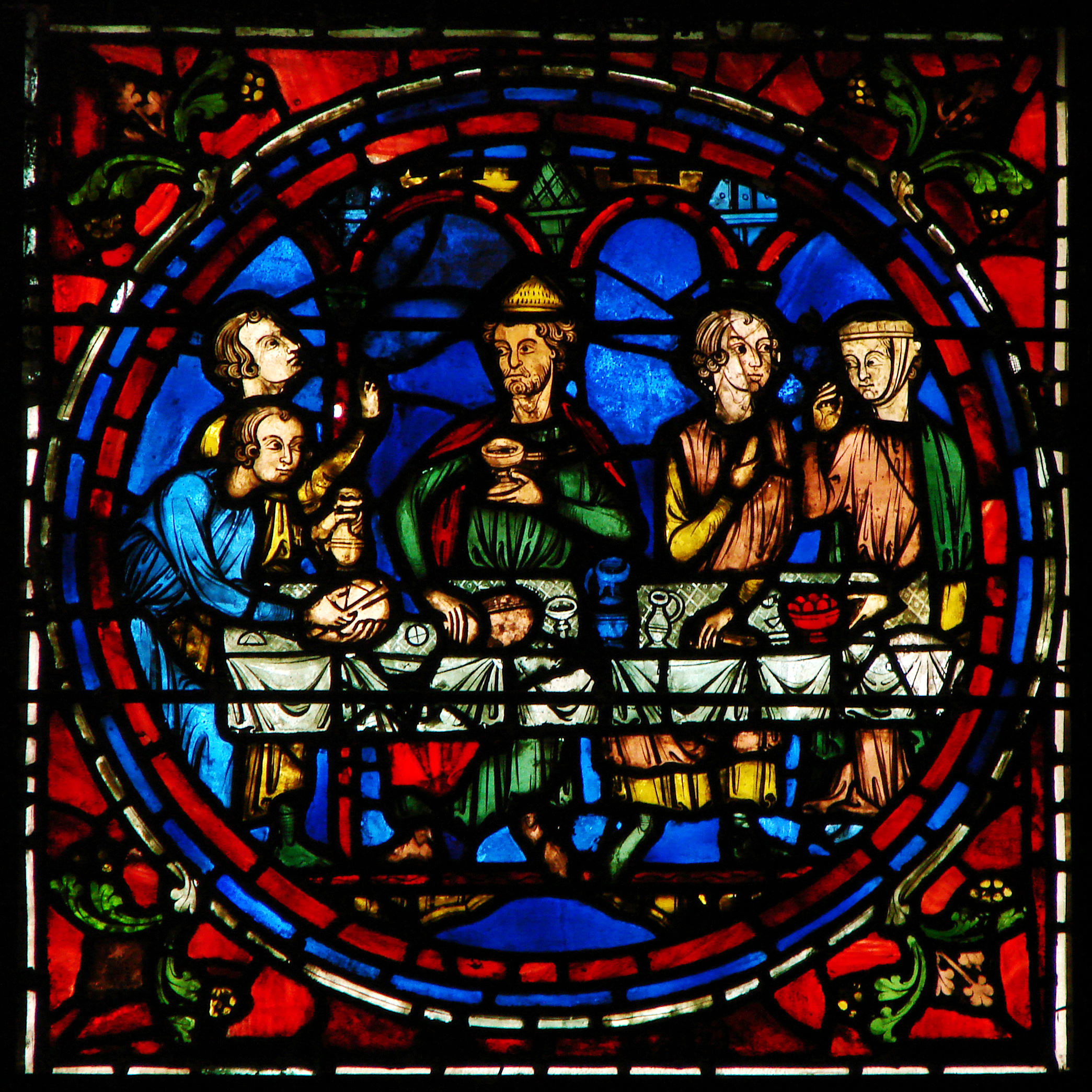
Belichtung des Innenraums der Kathedrale von Chartres durch farbiges Glas

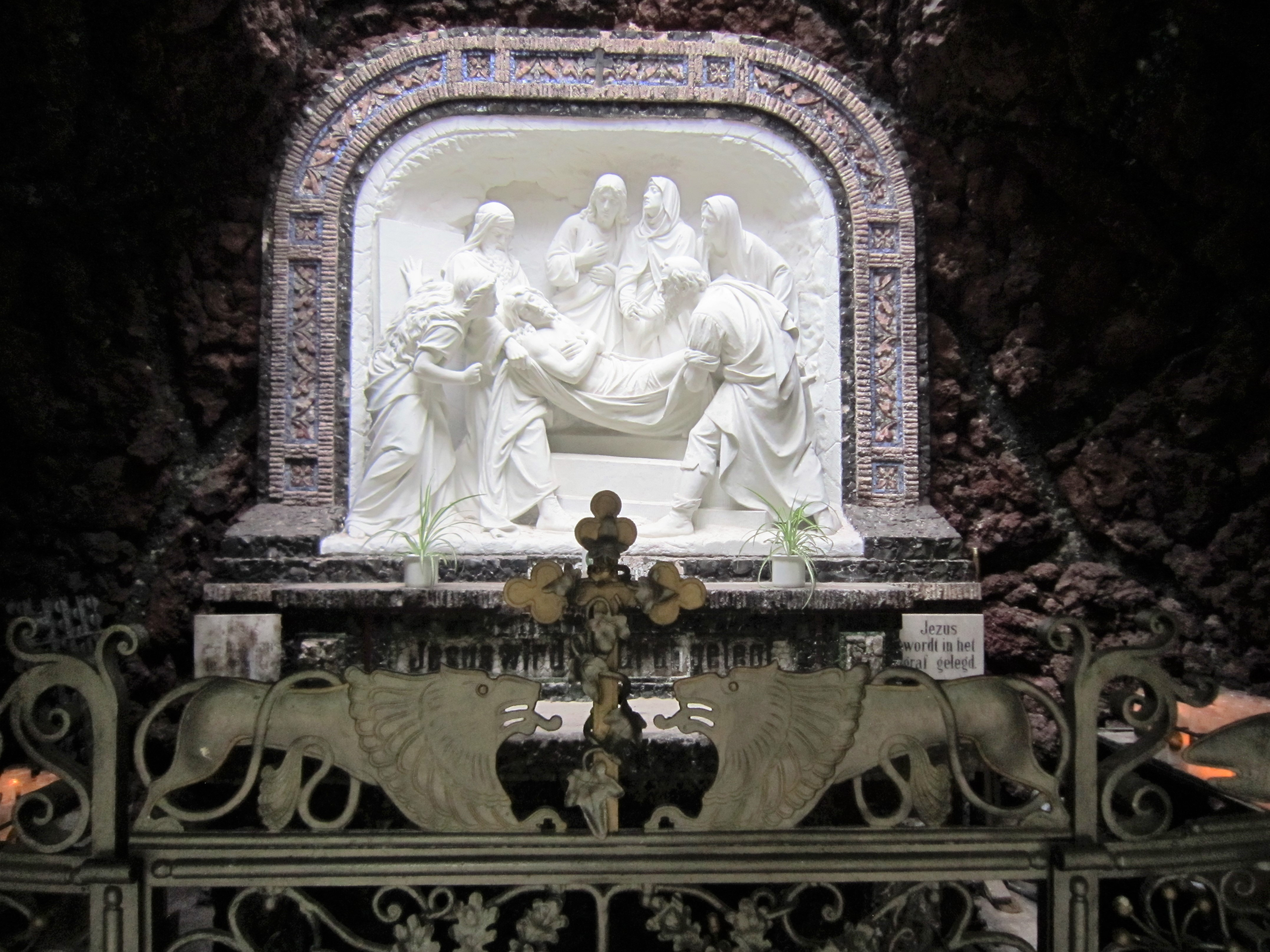
Belichtung eines Kreuzweg-Reliefs in einer Grotte durch einen Schlitz in der Decke auf dem Kalvarienberg der Wallfahrtsstätte Moresnet-Chapelle

Illumination wird der gezielte Einsatz von Licht für dekorative oder künstlerische Zwecke genannt. Zur Erzeugung von Lichteffekten, die als schön empfunden werden sollen, ist sowohl die Belichtung mit Tageslicht als auch die Beleuchtung mit künstlichem Licht geeignet. Bei der Belichtung werden meist die Anordnung von Fenstern in Gebäuden und deren spezielle Beschaffenheit ausgenutzt. Ein Belichtungseffekt kann auch durch einen Schlitz in der Decke einer Grotte erzielt werden.
Durch Beleuchtung können Räume von innen her zum Leuchten gebracht werden. Der gezielte Einsatz von Raumbelichtung und -beleuchtung ist ein Aufgabengebiet der Innenarchitektur. Gebäude können auch von außen angestrahlt werden. Im Freien können Objekte aller Art zum Leuchten gebracht werden. Dies geschieht in aller Regel, indem sie angestrahlt werden, aber auch durch Selbstleuchten (beispielsweise beim Ballonglühen).
Gelegentlich wird auch der Lichteffekt, den massenhaft vorhandene Glühwürmchen auslösen (beispielsweise im Wollemi-Nationalpark), als Illumination bezeichnet.

## Etymologie und Gliederung des Wortfeldes

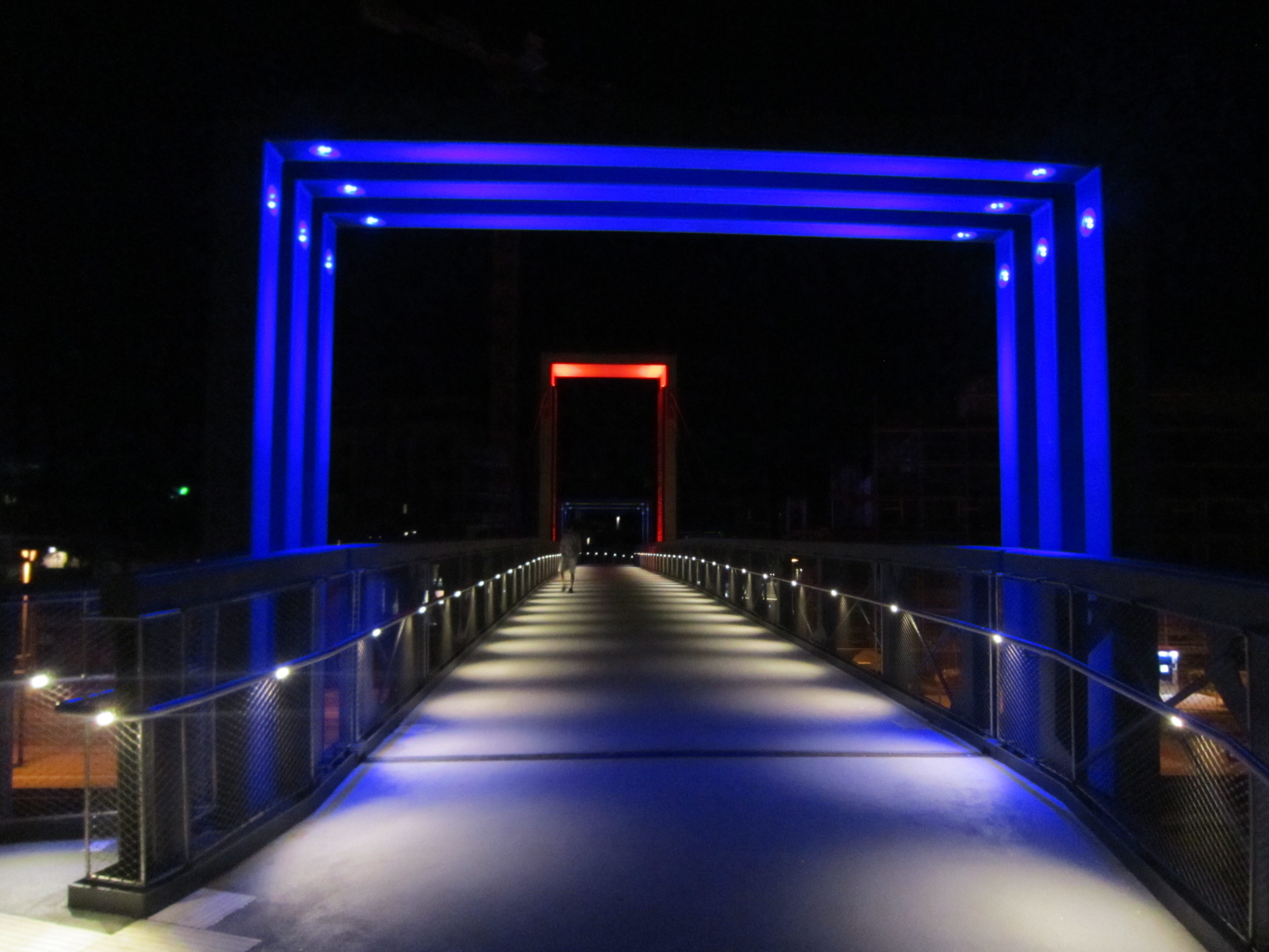
Kombination aus „Licht zum Sehen [und Gesehenwerden]“ und „Licht zum Ansehen“: Bahnhofsbrücke Vechta

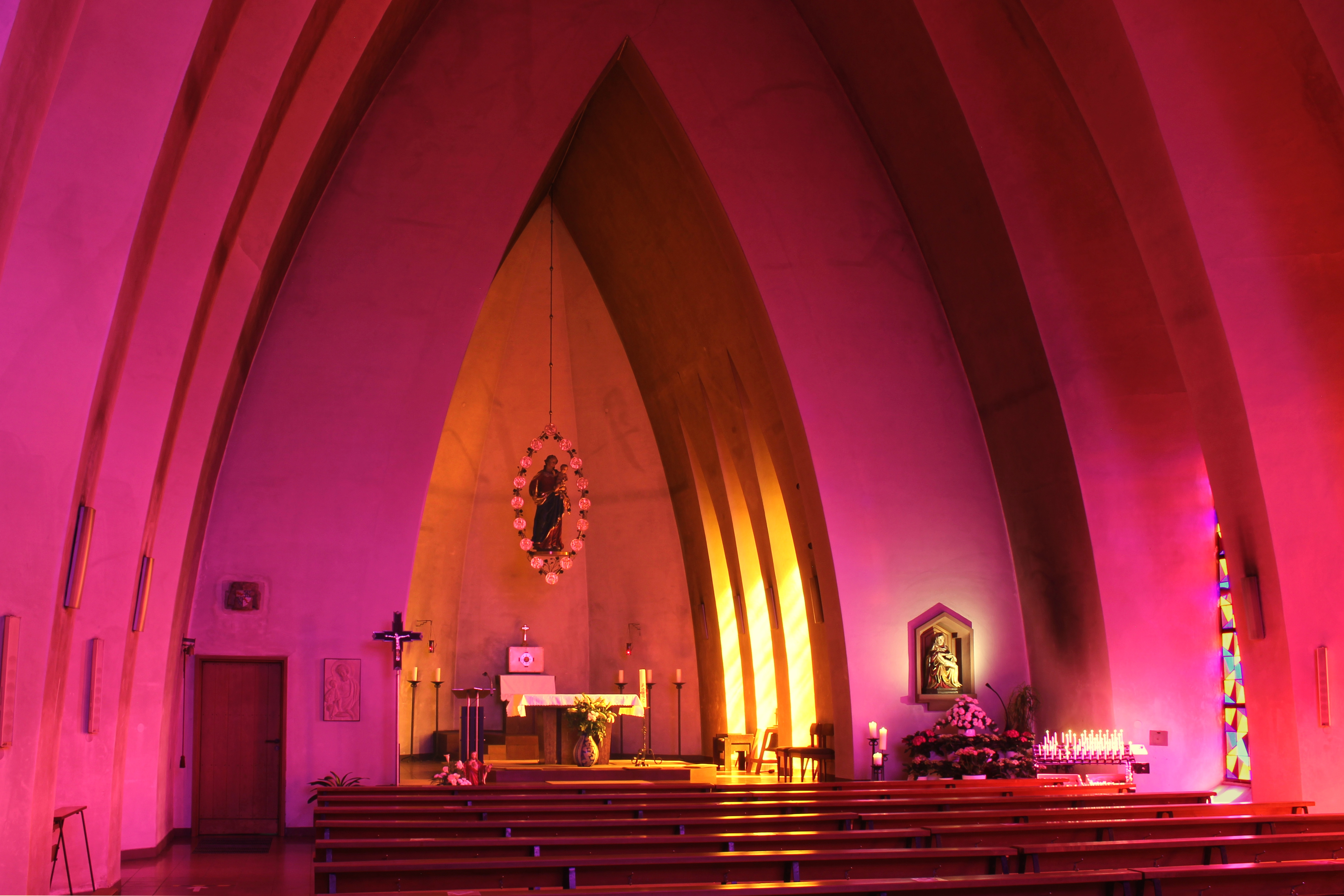
Innenraum der Schwanenkirche im Schein der Fenster, 2021

Das Wort Illumination wird in der deutschen Sprache seit dem 18. Jahrhundert verwendet. Es wurde aus dem Französischen entlehnt (l'illumination). Das französische Wort lässt sich wiederum aus dem mittellateinischen Wort illūminatio ableiten (vergleiche lateinisch lūmen, „Licht“)
Illumination ist nicht der Oberbegriff für die Begriffe Belichtung und Beleuchtung: „Beleuchtung hat einen rein praktischen Zweck: Man kann etwas sehen. Illumination erhebt sich über den reinen Zweck und wird zur Kunst“, meint beispielsweise der Lichtkünstler Wolfgang F. Lightmaster. Diese Aussage lässt sich auch auf die Belichtung übertragen. Demnach wäre zwischen funktionalem Licht und gestaltendem Licht zu unterscheiden: Ersteres verbessert die Möglichkeiten, Objekte zu sehen und selbst gesehen zu werden. Letzteres soll Objekte in Szene setzen und eine besondere Atmosphäre schaffen. Andere unterscheiden zwischen Licht zum Sehen, Licht zum Hinsehen und Licht zum Ansehen.

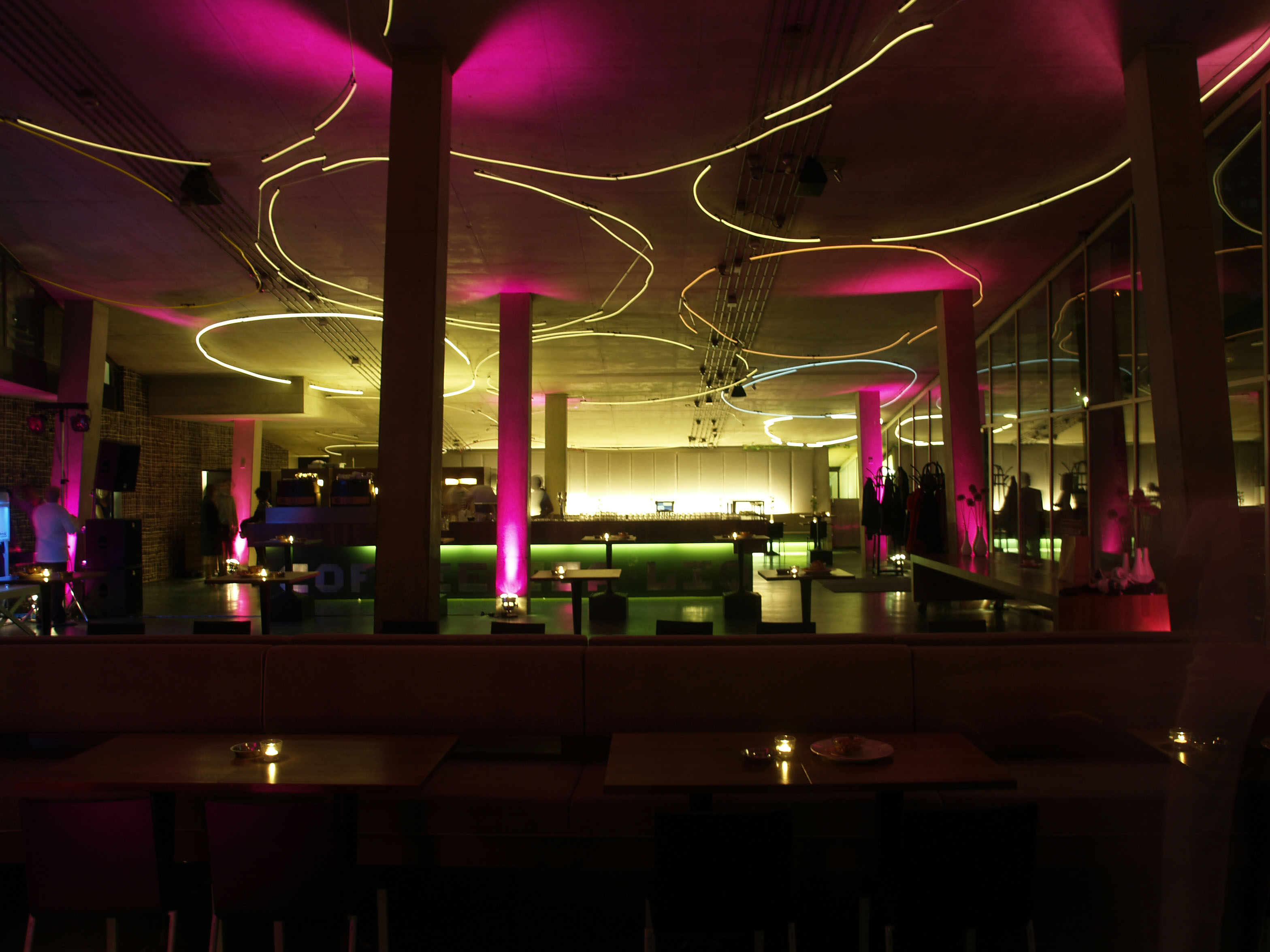
Innenbeleuchtung eines Cafés in Rotterdam
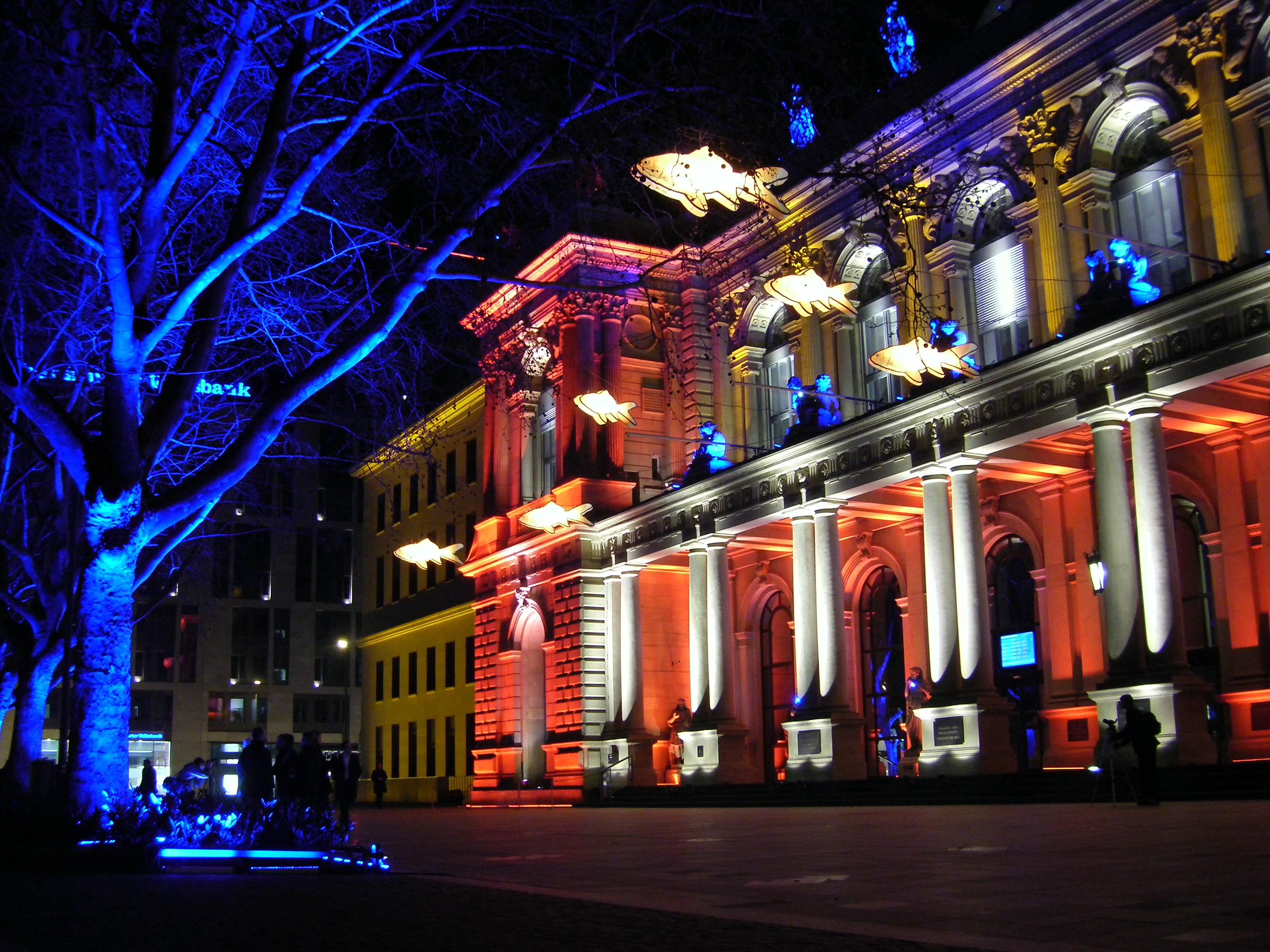
Außenbeleuchtung der Frankfurter Börse und Beleuchtung von Bäumen
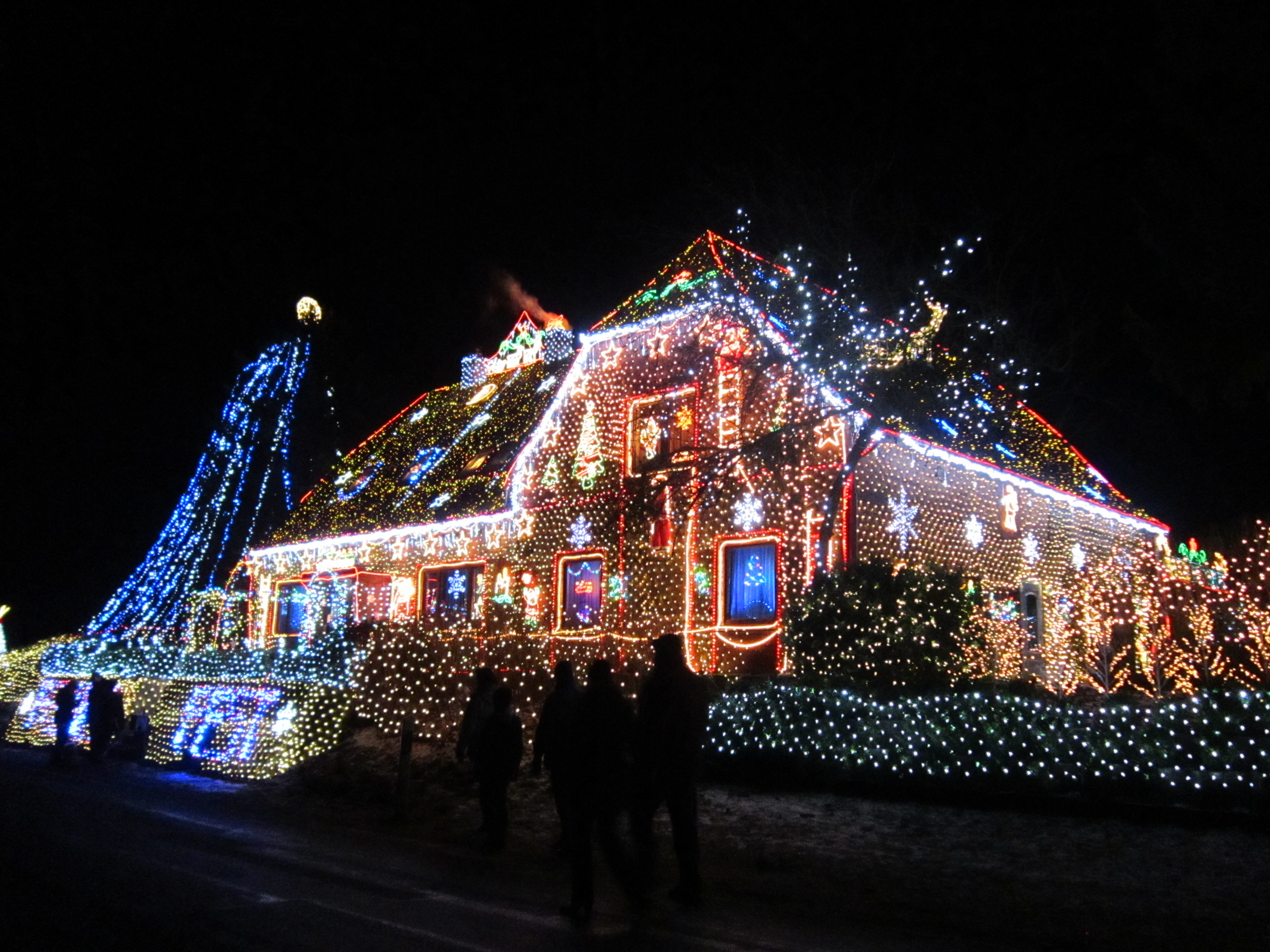
Weihnachtshaus mit 420.000 Lichtern in Calle

## Lichterfeste, Lichtkunstausstellungen in Stadtstraßen und „Festivals of Lights“

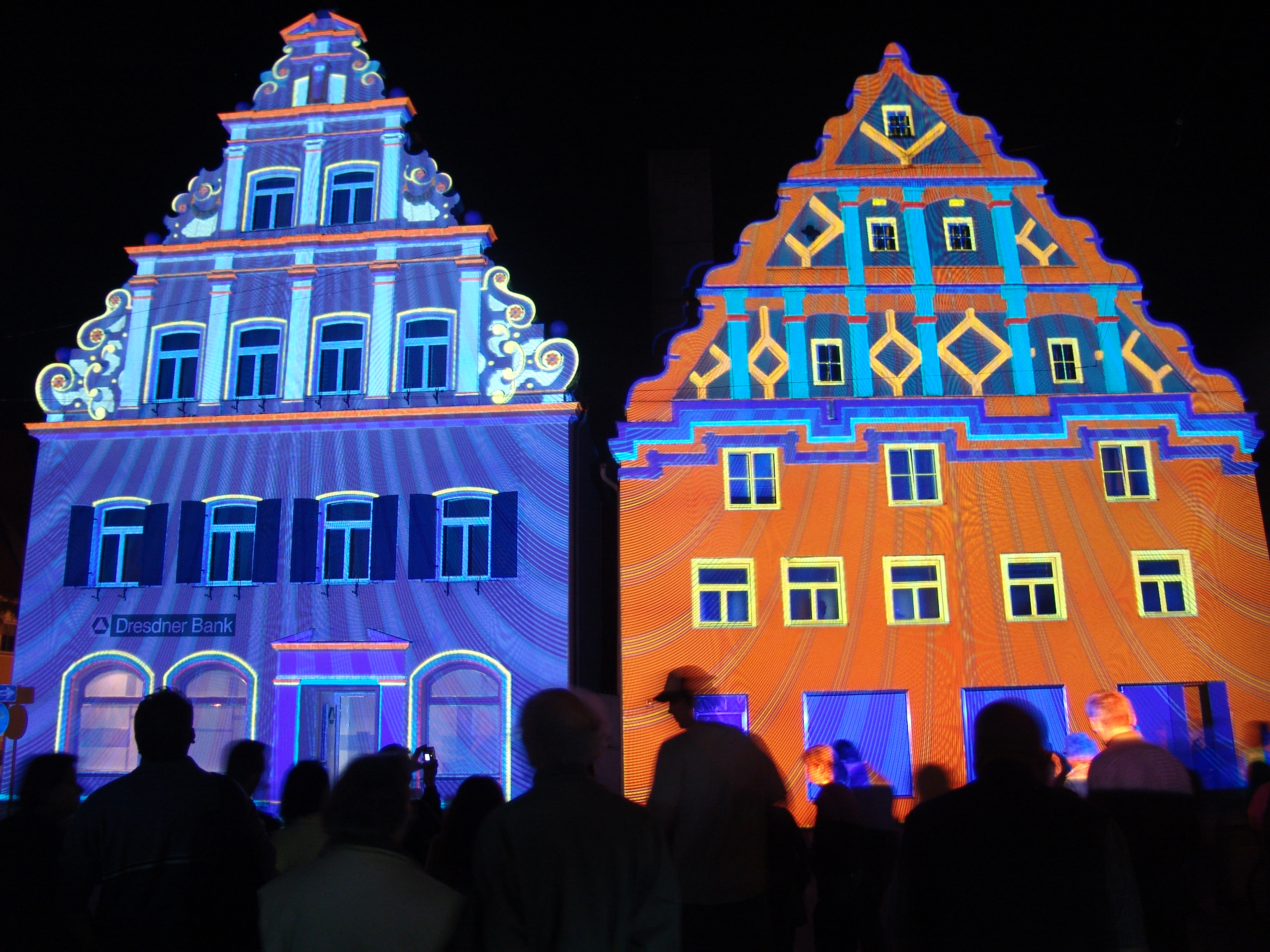
Lichtkunst-Installation Casa Magica in Nördlingen (2006)

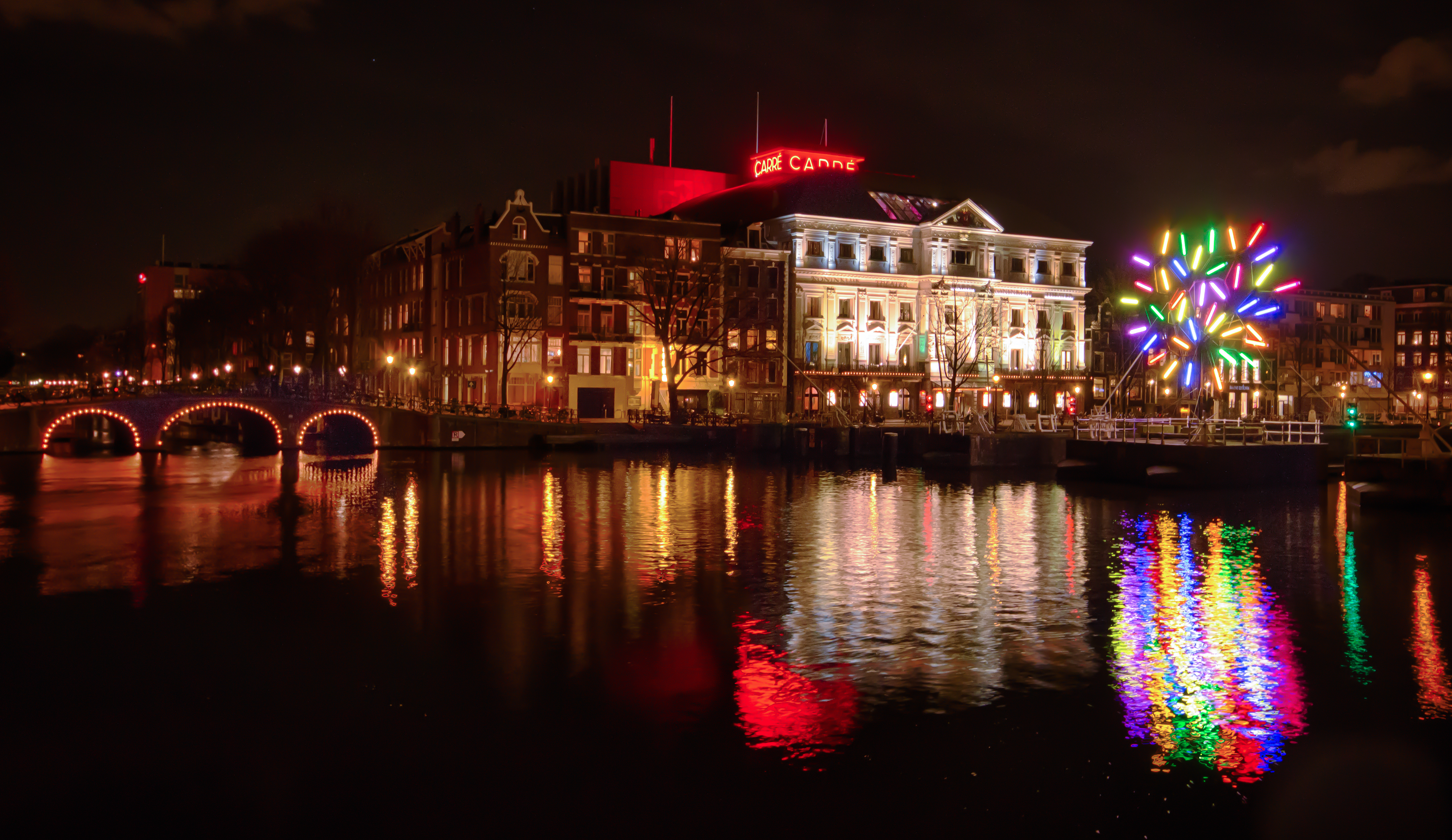
Amsterdam Light Festival 2013/2014

Kunstprojektion auf die Kaiserburg, Blaue Nacht in Nürnberg, 2005

Schon vor Jahrhunderten wurden Lichteffekte zu bestimmten, zumeist festlichen Anlässen verwendet. In diese Kategorie fallen die Festbeleuchtung, aber auch Feuerwerke. Im weitesten Sinn gehört auch die Weihnachtsbeleuchtung (z. B. auf Weihnachtsmärkten) in die Kategorie der zeitweiligen Illuminationen aus Anlass von Festen.
Heute reicht die Skala festlicher Illuminationen von eher traditionellen Lichterfesten, beispielsweise in Parks im Sommer, über Lichterwochen, an denen Lichtinstallationen oder Lichtskulpturen zur Schau gestellt werden, bis hin zu durchgeplanten Großveranstaltungen von Städten, bei denen zeitweise stadtbildprägende Gebäude angestrahlt werden.
Mit Wortbeiträgen, Musik und akustischen Effekten aller Art untermalt sind Licht- und Tonschauen, die vor allem in Frankreich unter der Bezeichnung „Son et lumière“ („Ton und Licht“) bekannt sind und bei denen historisch bedeutsame Gebäude und Anlagen nach Art der Theaterbeleuchtung dramatisch illuminiert werden, wodurch der „genius loci“, die historische Aura des Ortes, hervorgehoben werden soll. Beispielhaft für diese Art der Inszenierung ist das „Son et lumière“-Spektakel in Rhodos, wo der Abwehrkampf der Johanniter im Jahr 1522 und ihre Niederlage im Kampf gegen die Türken nachempfunden werden.
Die Eröffnungsgala zum Projekt Ferropolis, bei dem im Zusammenhang der Expo 2000 im Angesicht von aufgegebenen Braunkohlebaggern, die der Lichtkünstler Gert Hof illuminierte, die Musik des Tonkünstlers Mikis Theodorakis ertönte, kommentierte Andreas Hillger von der Mitteldeutschen Zeitung am 18. Juli 2000 mit den Worten: „Hier war ein Lichtkünstler am Werk, der die Aura des Ortes und den Charakter der Musik zum magischen Moment verschmolz und endlich auch die einzigartige Maschinen-Ästhetik zu ihrem Recht kommen ließ.“ Eine Weiterentwicklung der „Son et Lumière“-Technik stellen Shows dar, in die Objektilluminationen integriert sind, bei denen aber die audio-visuellen Effekte selbst stärker in den Vordergrund der Wahrnehmung treten.

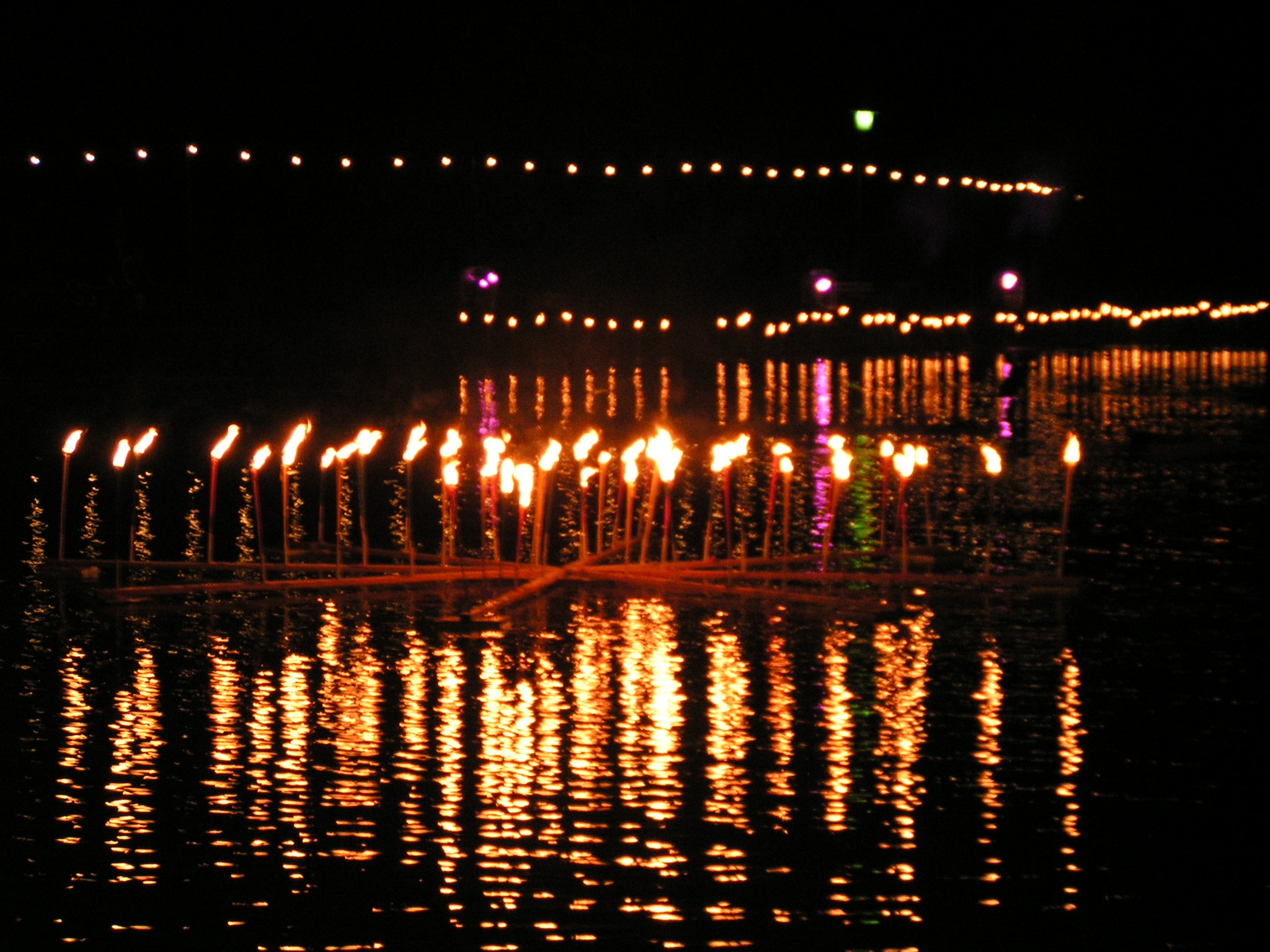
Beispiel für ein Lichterfest: „Fest der 1000 Fackeln“ im Kurpark von Bad Laer 2006
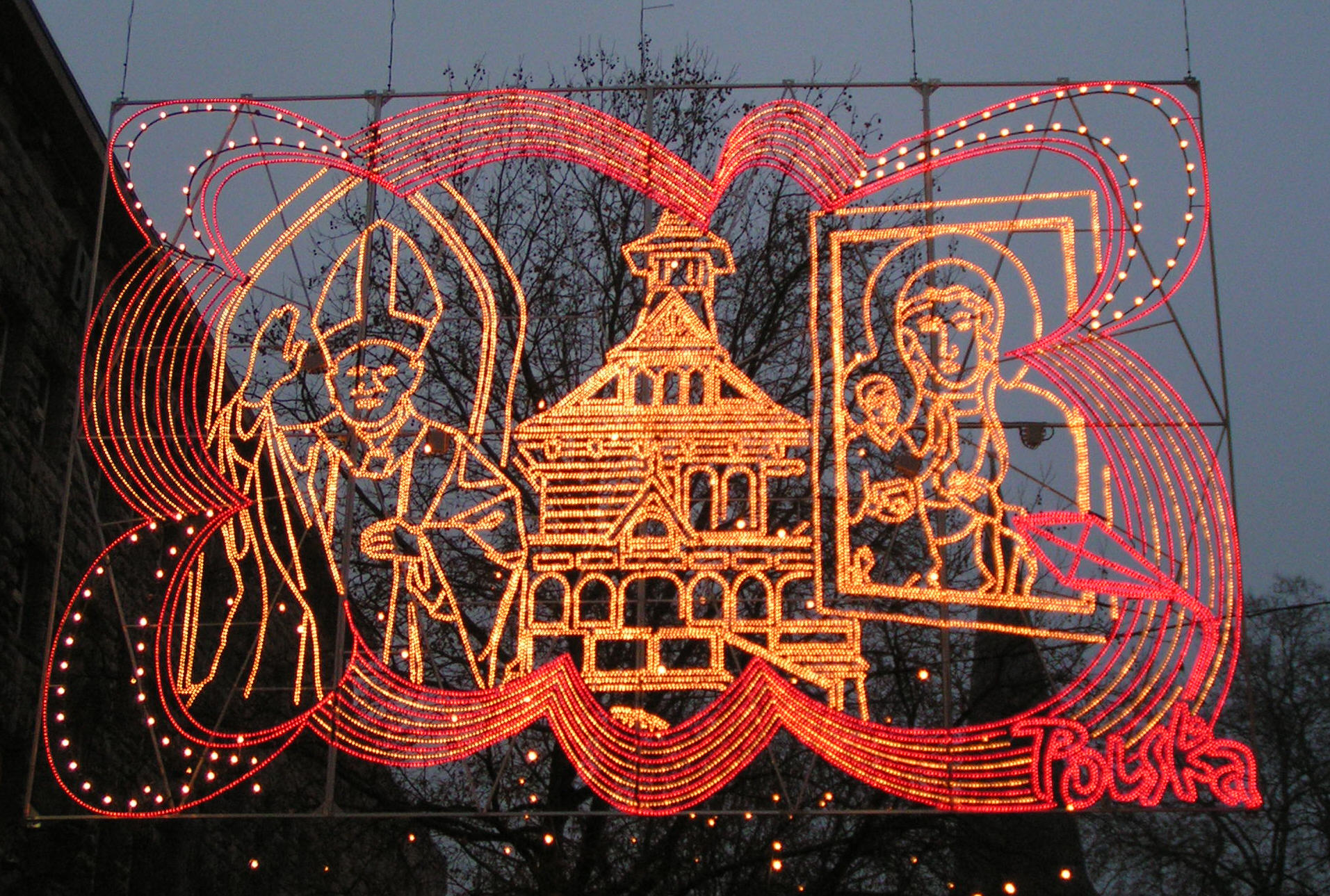
Beispiel für eine Ausstellung von Lichtkunstwerken im Freien: Essener Lichtwochen 2004
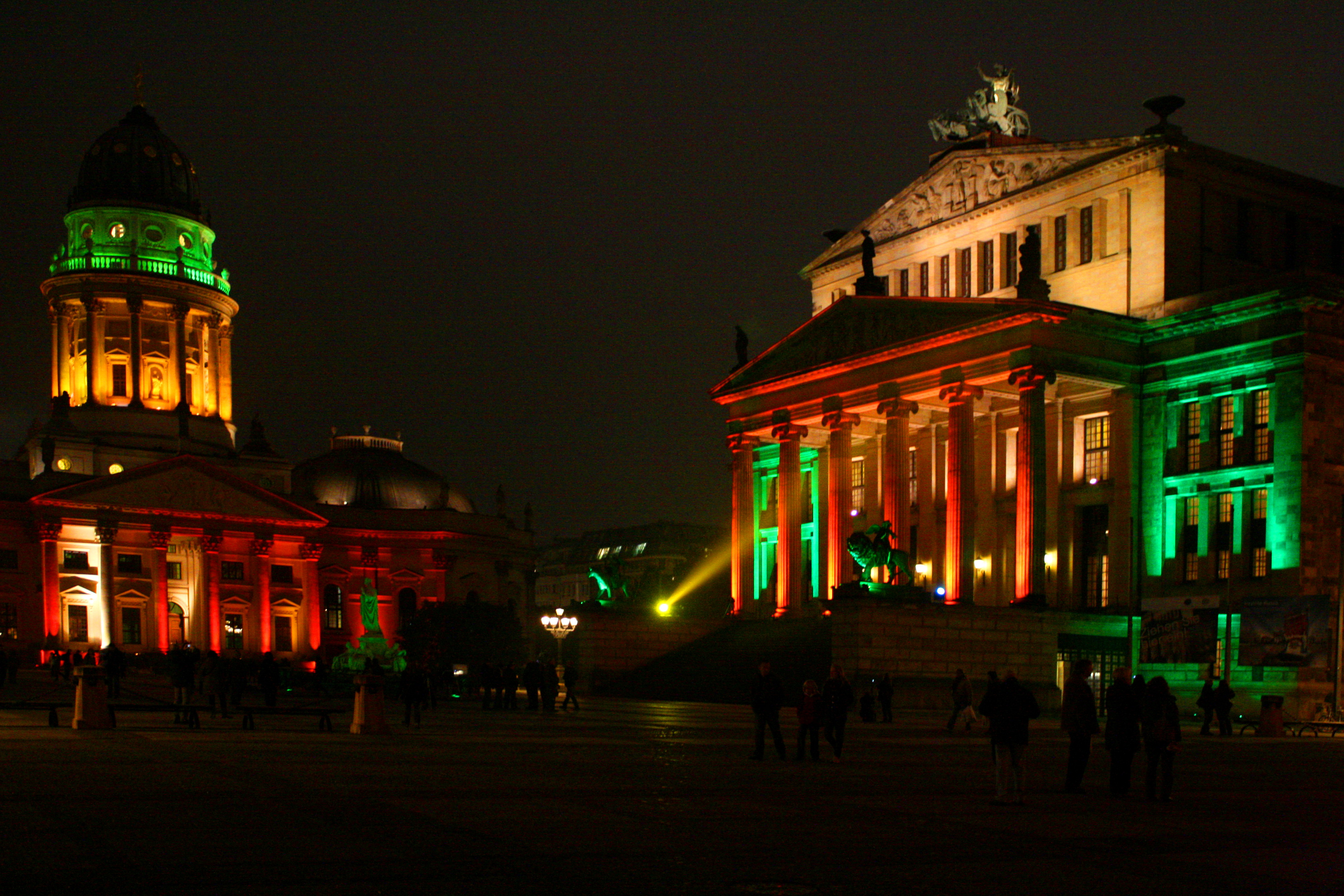
Beispiel für eine zeitlich begrenzte Stadtillumination: Gendarmenmarkt während des Festivals of Lights Berlin 2009
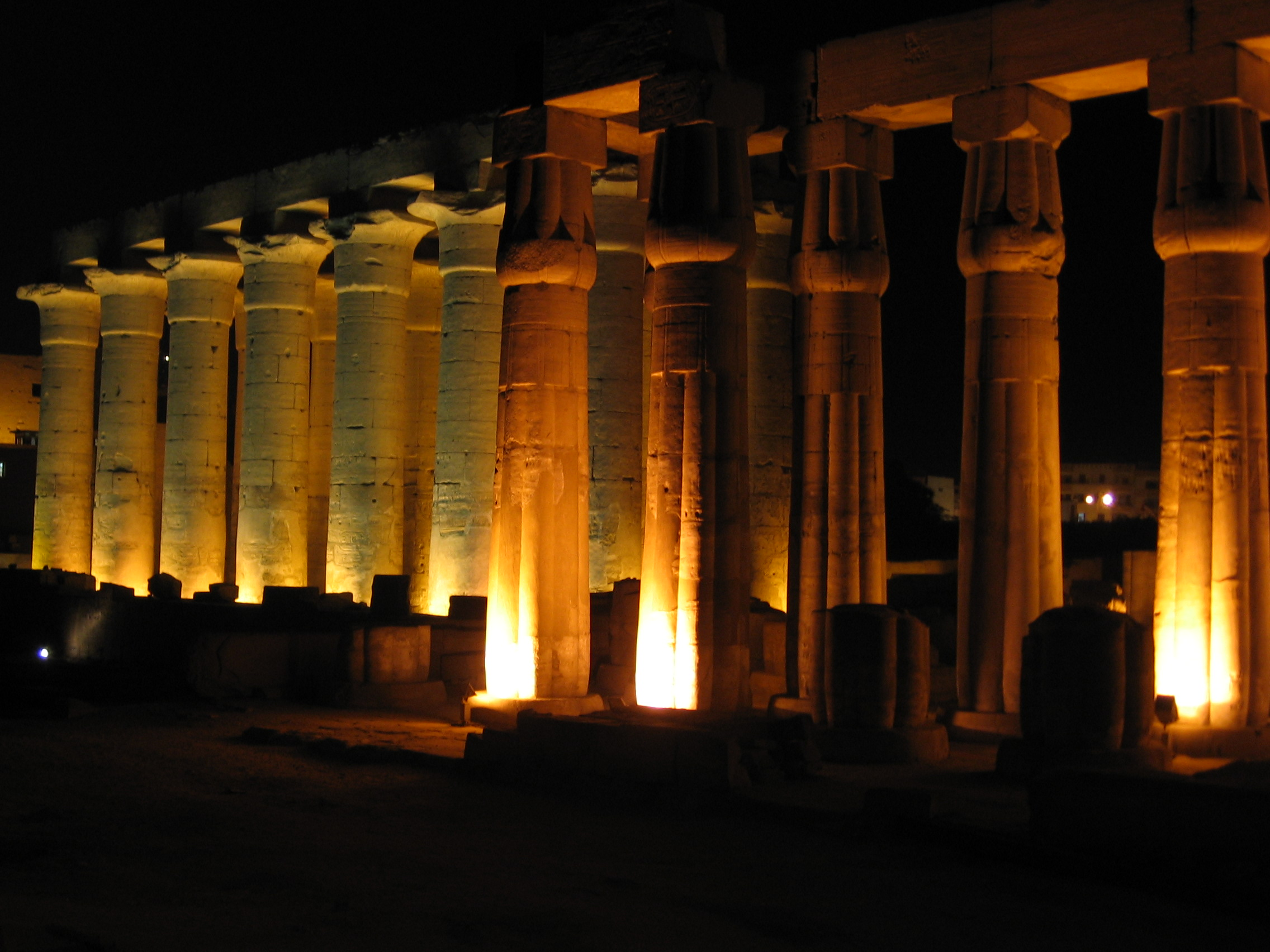
Beispiel für ein traditionelles „Son et lumière“-Event: Luxor
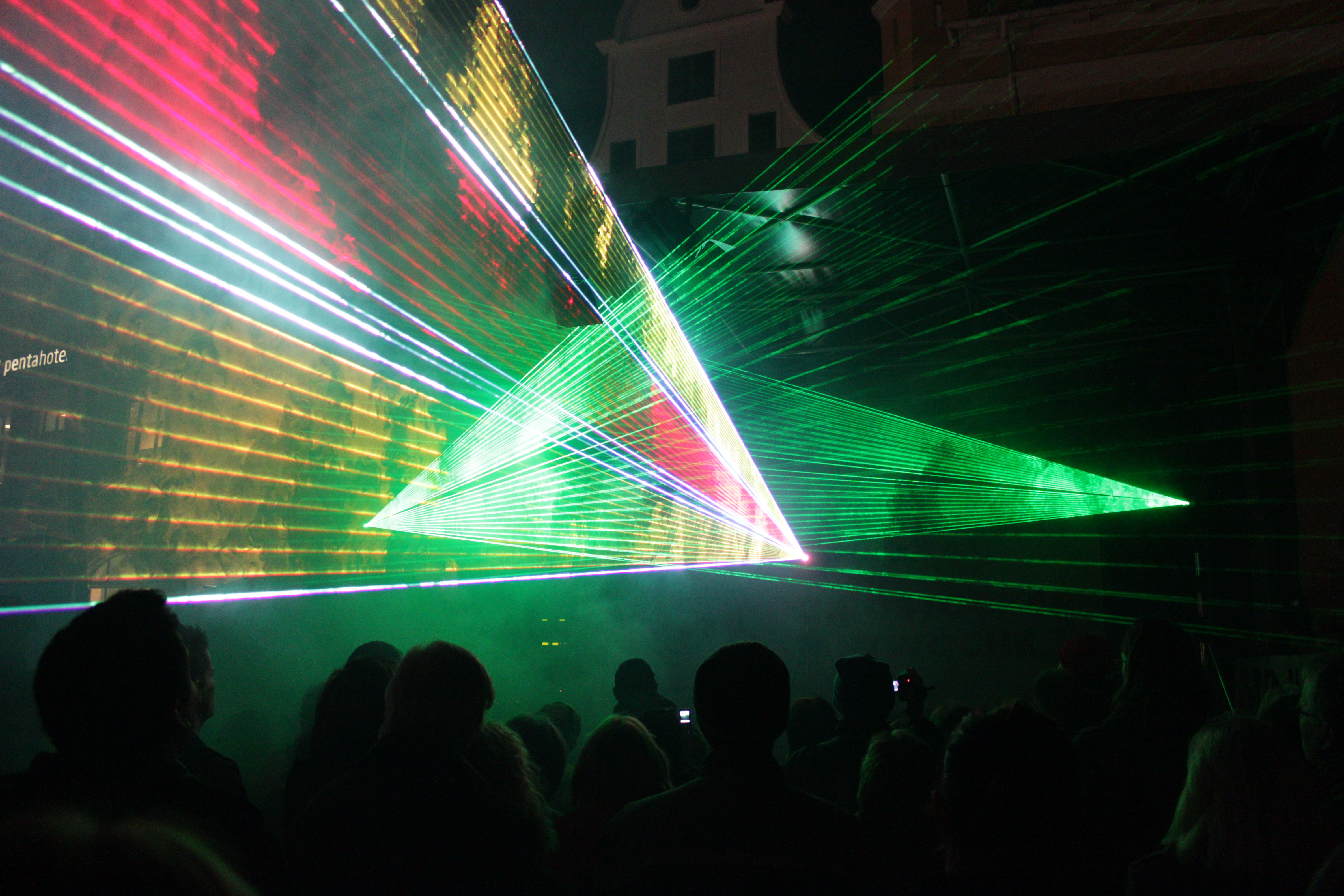
Beispiel für eine Licht- und Tonschau neueren Typs: Lasershow während der 8. Rostocker Lichtwoche
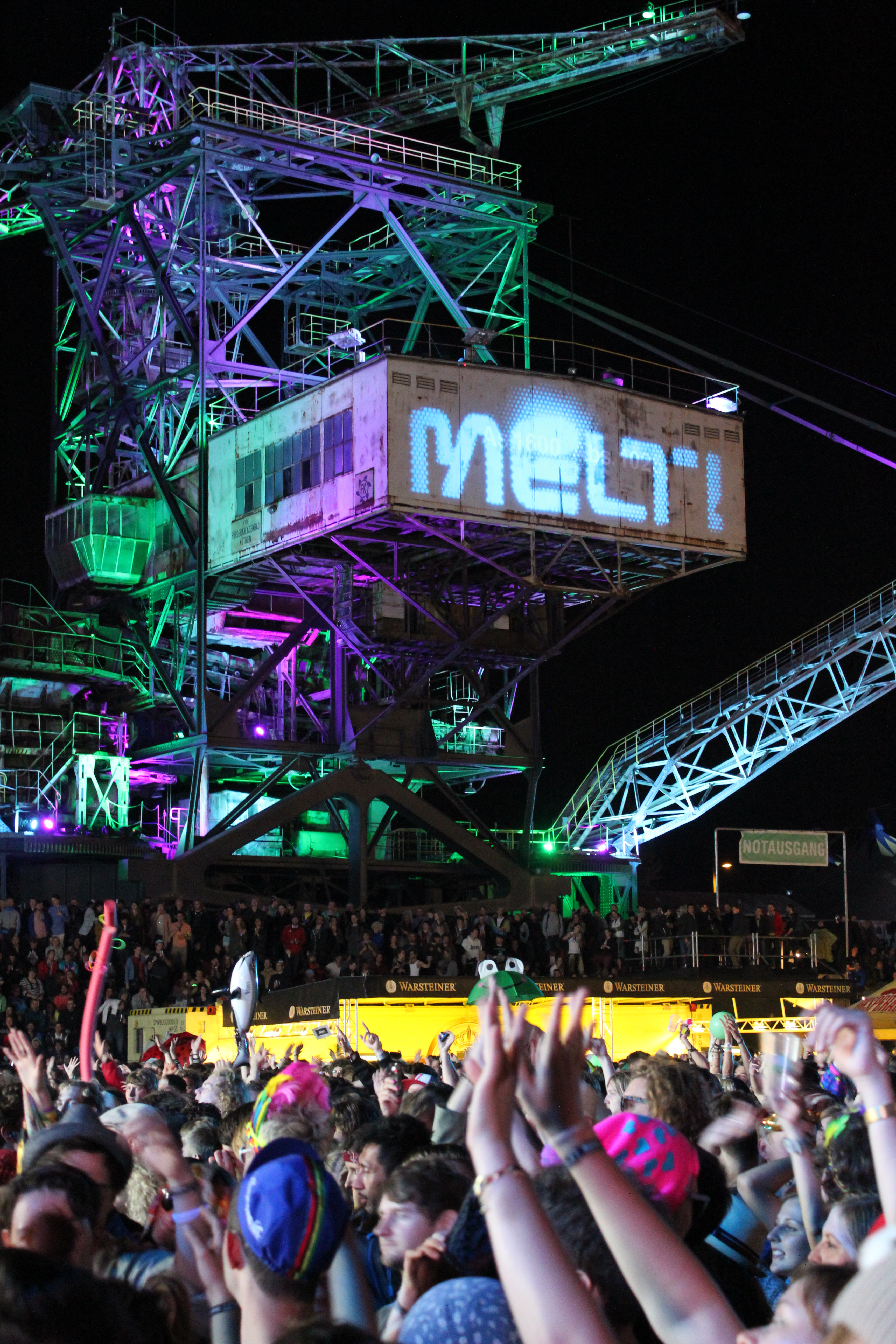
Beispiel für eine Illumination am Rande eines Musikfestivals: „Melt! 2012“ auf dem Ferropolis-Gelände
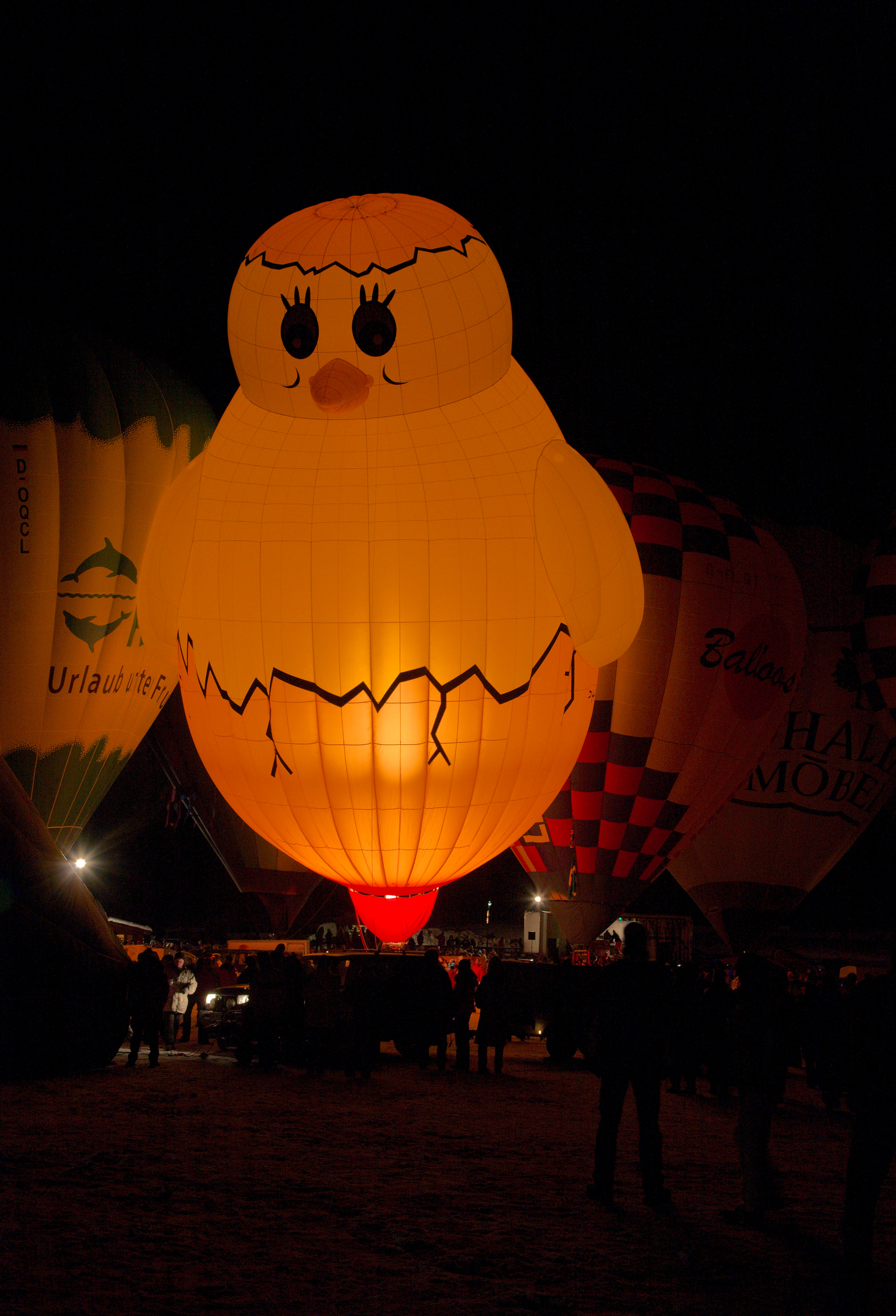
Beispiel für ein Ballonglühen (in Filzmoos)
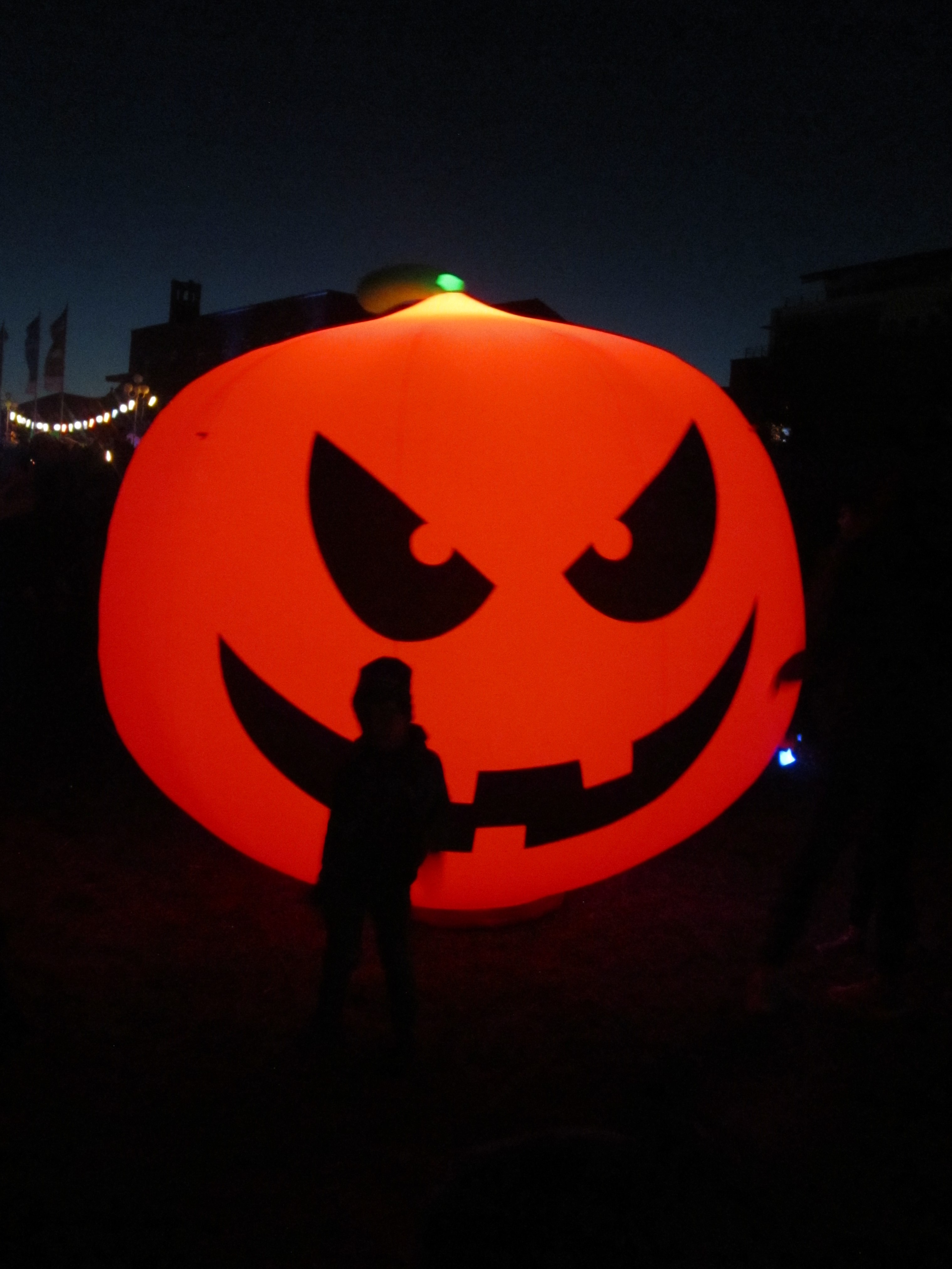
Beispiel für eine aufgepumpte Installation während des Lichterfests „LichterMeer“ auf dem Südstrand Wilhelmshavens

## Tägliche Stadtillumination im Kontext von Lichtmasterplänen
Einige Städte sind dazu übergegangen, nicht nur die Beleuchtung, sondern auch Illuminationen in einem Lichtmasterplan zu regeln. In Frankreich gab es 2006 bereits mehr als 200 Städte mit Lichtplänen (französisch: „plans lumières“); in Deutschland verfügten seinerzeit 19 Städte über rechtskräftige Lichtpläne. Solche Lichtpläne gelten zumeist nicht nur für einen Tag, einige Tage oder einige Wochen im Jahr, sondern prinzipiell für alle Nächte.
Als Pionier der Lichtplanung gilt die Stadt Lyon. Dort wurde auf Anregung von Roland Jéol 1989 der erste „plan lumière“ weltweit aufgestellt. Im Jahr 2003 waren in Lyon nach dem „plan lumière“ 270 Objekte „eingeleuchtet“. Auch Parkhäuser, Brücken, Straßen und Parks gehören zu den illuminierten Objekten in Lyon.
In Deutschland werden stadtbildprägende Gebäude, die sich in Privatbesitz befinden, in aller Regel durch städtebauliche Verträge nach § 11 des deutschen Baugesetzbuchs in Lichtmasterpläne einbezogen, sodass sichergestellt ist, dass der erwünschte optische Gesamteindruck nicht durch fehlendes Licht auf Privatgrundstücken oder durch unerwünschte Lichtemissionen gestört wird, die von diesen ausgehen.

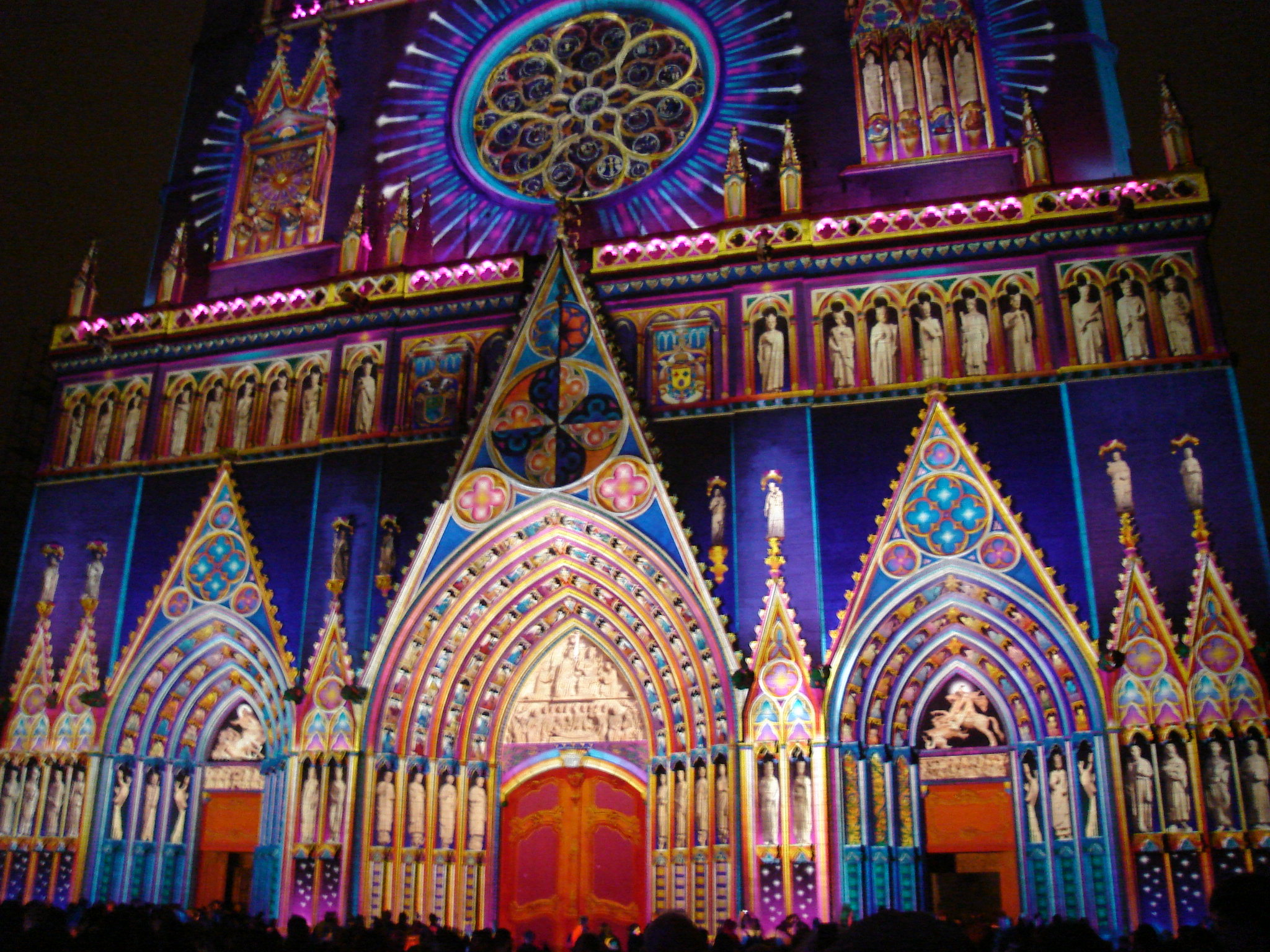
Lyon: Kathedrale St. Jean
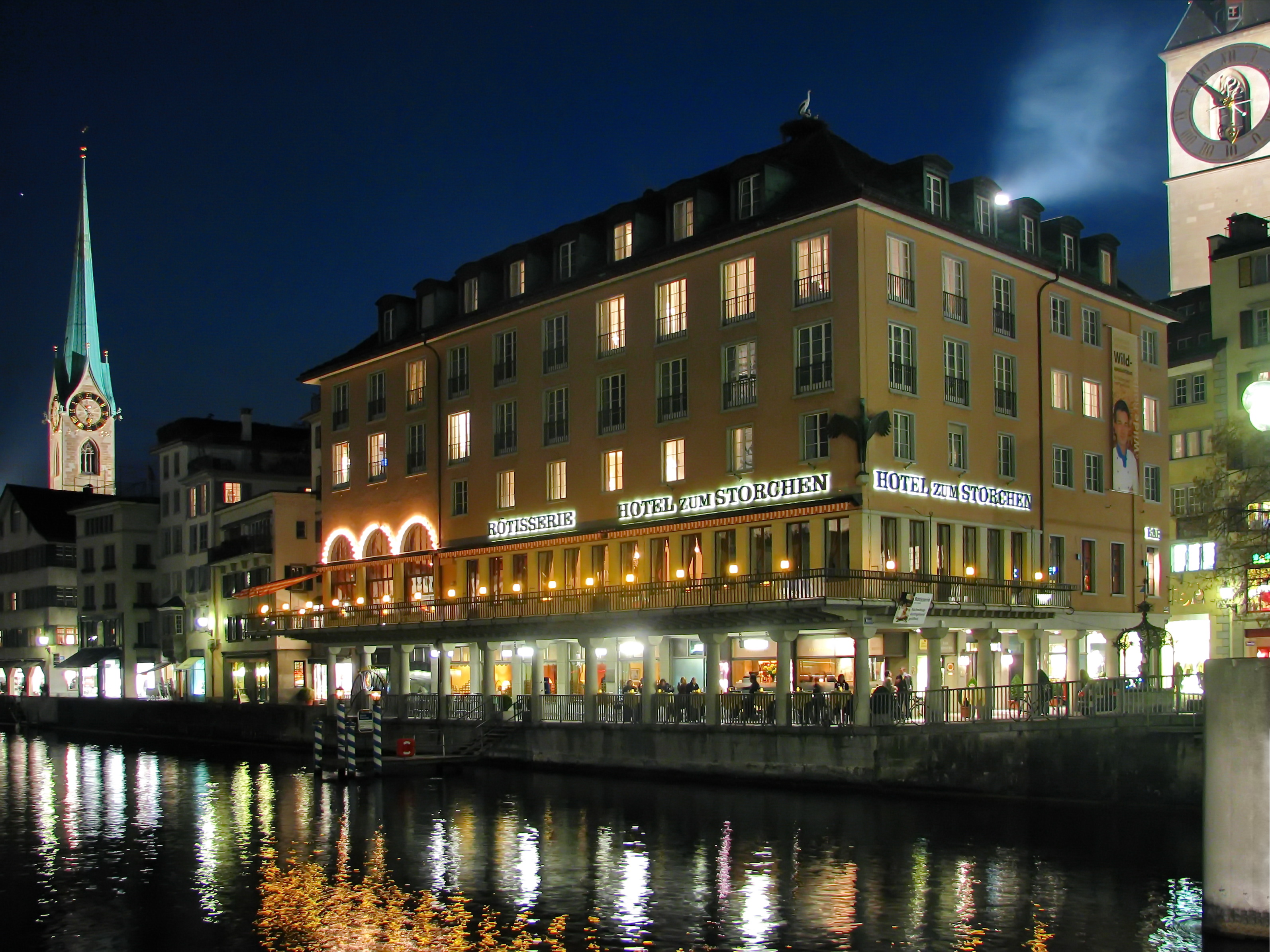
Zürich: An der Limmat
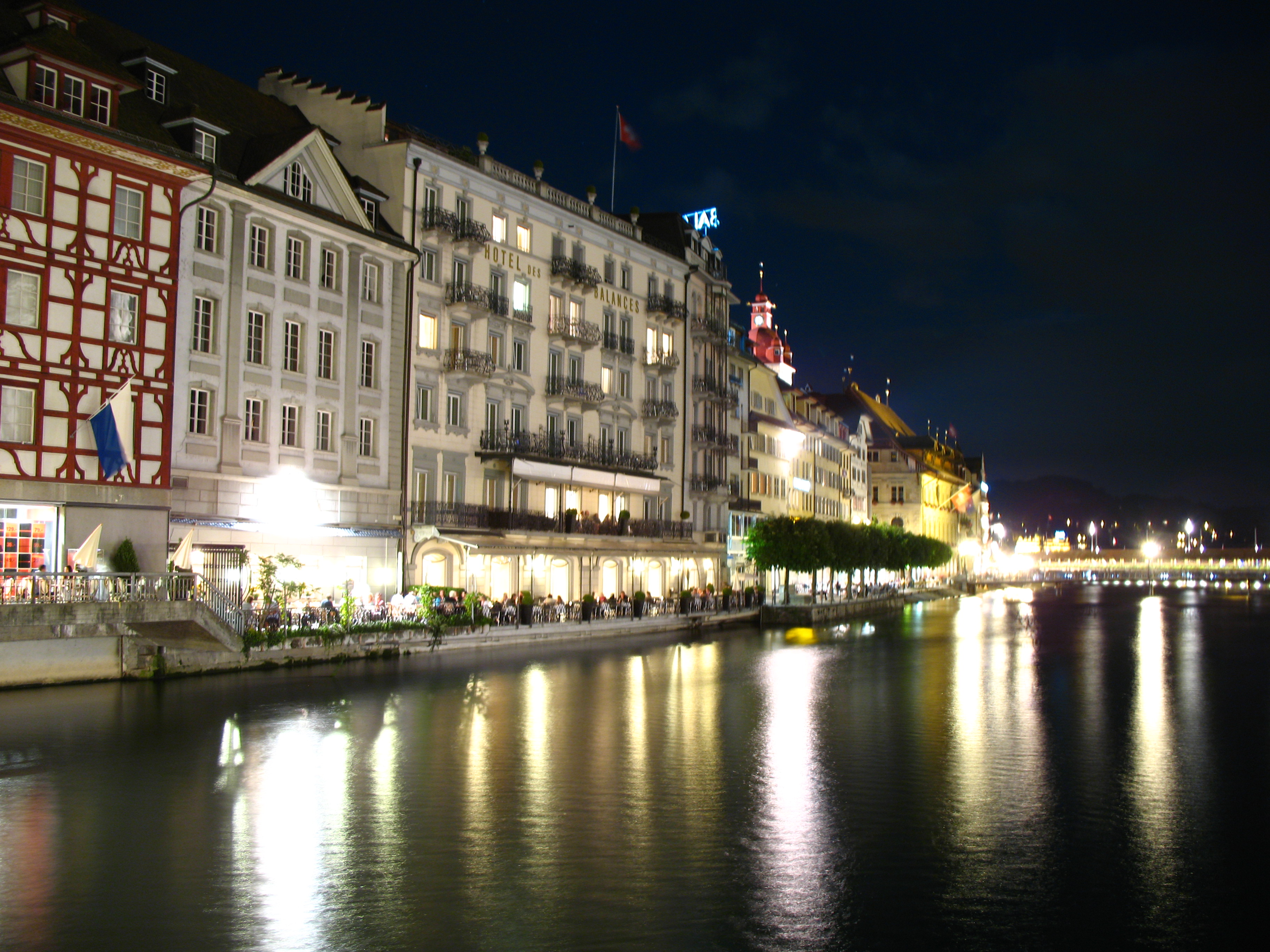
Luzern: An der Reuss
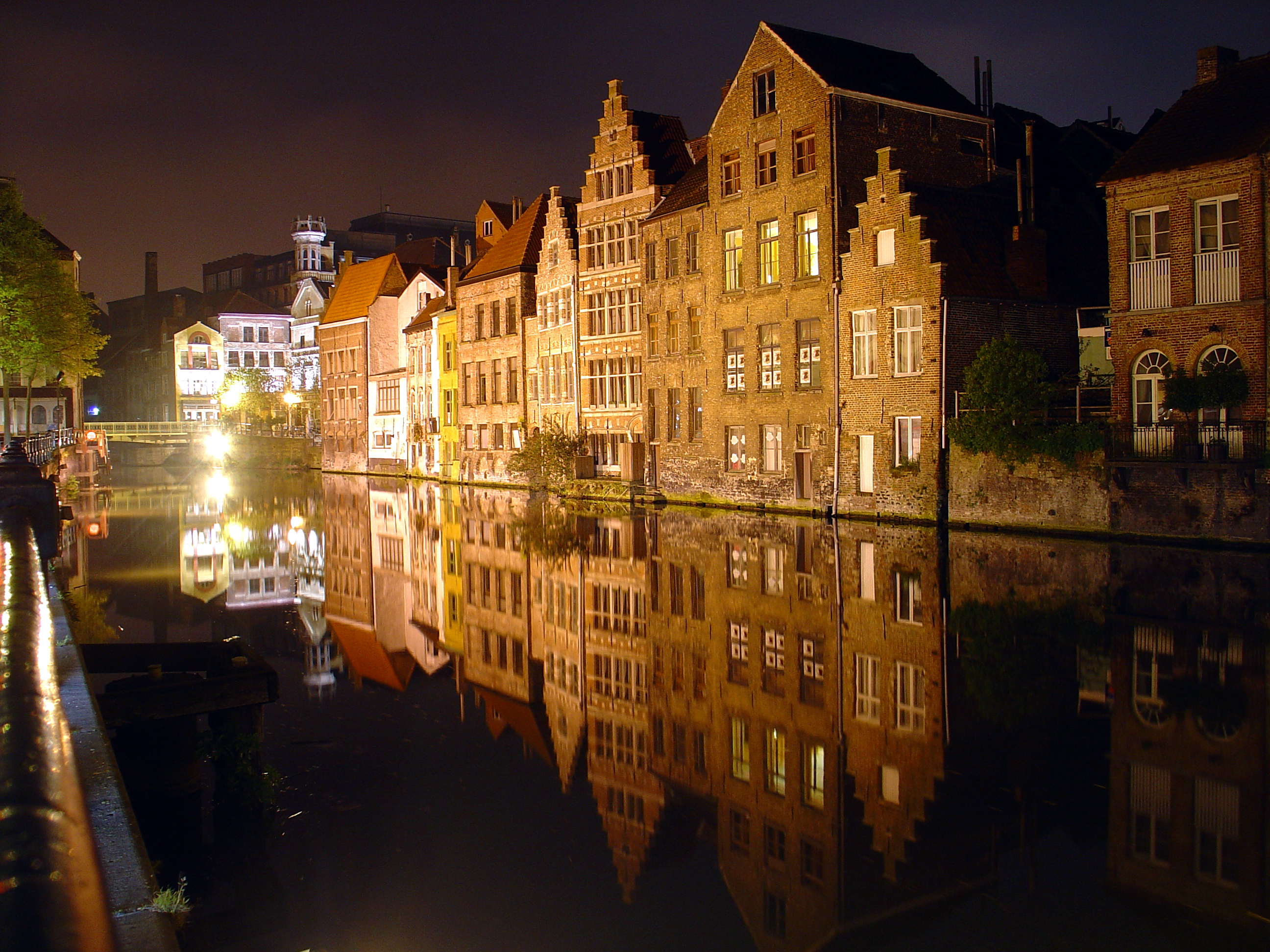
Gent: Kraanlei
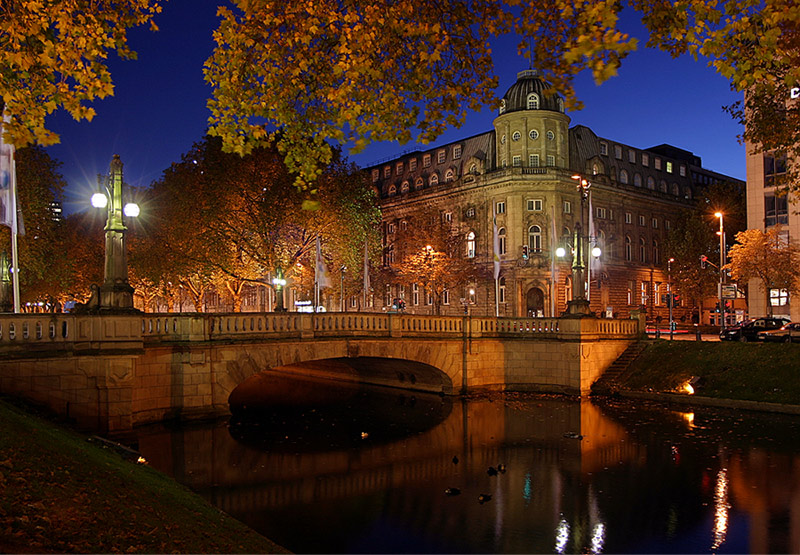
Düsseldorf: Königsallee
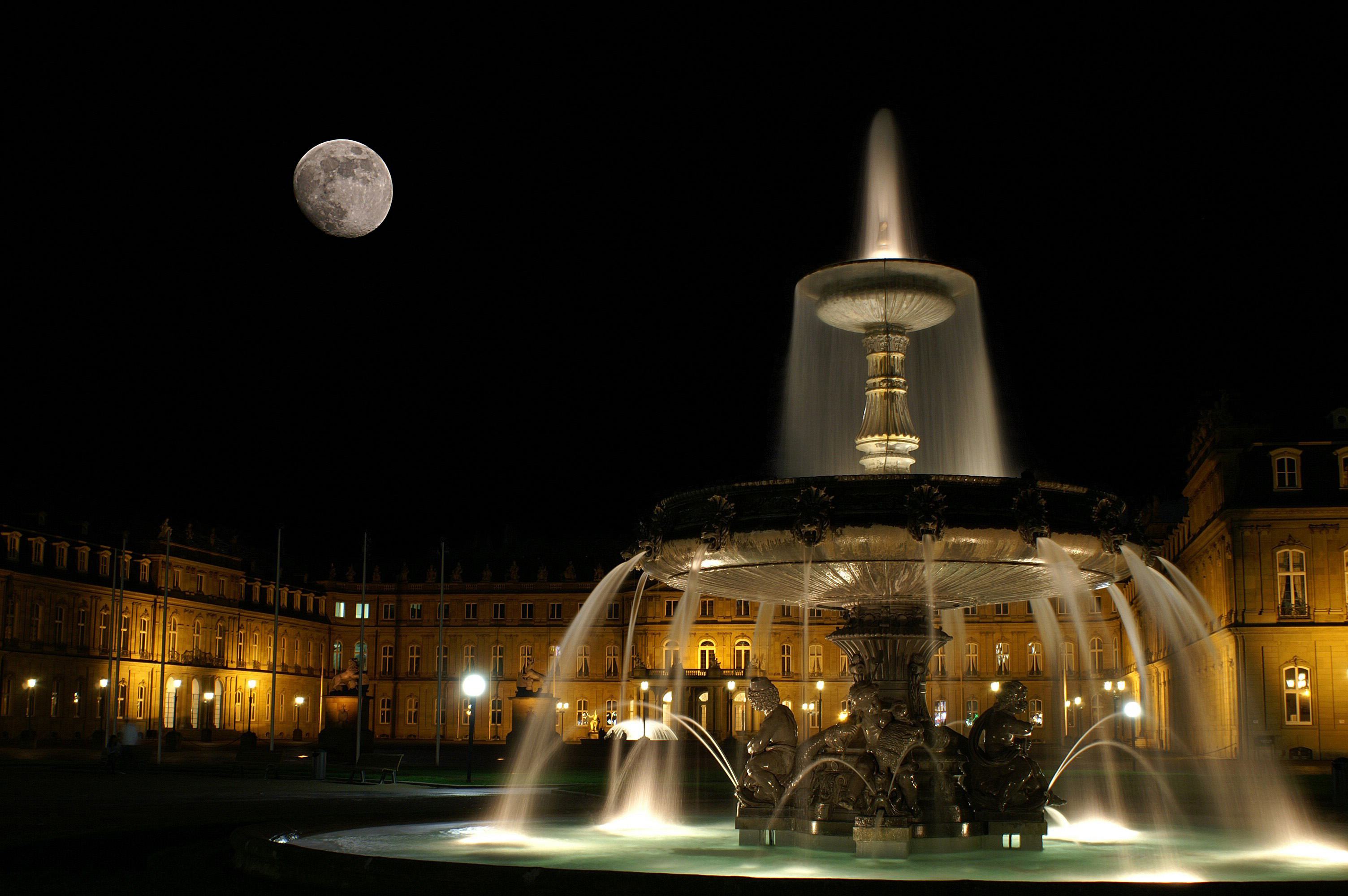
Stuttgart: Schloßplatz

### LUCI
Im Jahr 2002 schlossen sich europäische Städte in der Organisation „Lighting Urban Community International“ (LUCI) zusammen. Zurzeit (2016) gehören dem Bund 70 Städte und 40 Firmen an. LUCI hat ihren Hauptsitz in Lyon.
Das Netz verfolgt drei Ziele:
1. die Nutzbarmachung des Lichts als Instrument der Stadtentwicklung
2. die Förderung einer Stadtidentität mit Hilfe der Lichtkunst und der Lichttechnik
3. die Berücksichtigung der Aspekte Ökologie und Nachhaltigkeit bei der Stadtentwicklung

### Preise und Auszeichnungen
International bekannte Preise für Stadtilluminationen sind
- die IES Illumination Awards, gestiftet von der der Illuminating Engineering Society (IES)[11]
- der City.People.Light award, gestiftet von LUCI und Philips[12]

## Ökologie und Nachhaltigkeit
Ein großzügiger Einsatz von Kunstlicht, der nicht primär Zwecken wie der Gefahrenabwehr und der Schaffung von Sicherheit dient, wird von Kritikern wegen des hohen Stromverbrauchs, der damit verbundenen hohen CO2-Emissionen und wegen der Lichtverschmutzung abgelehnt.

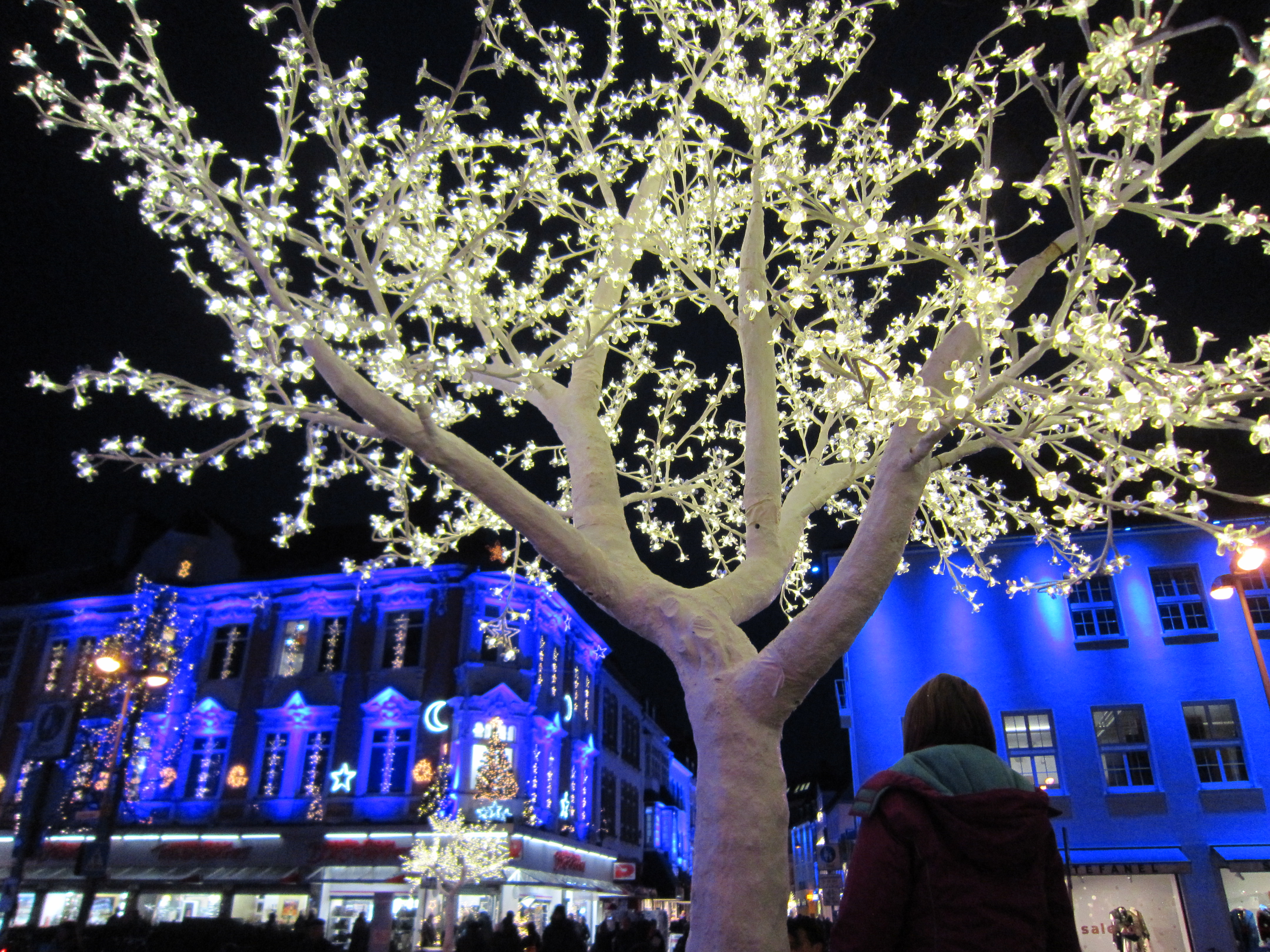
LED-Leuchten während der Adventszeit in Osnabrück

Ungefähr ein Viertel aller weltweit verbrauchten Energie wird für Beleuchtungszwecke verwendet. Wegen der damit verbundenen hohen Kosten haben Städte ein Interesse an einer hohen Energieeffizienz. Diese kann durch neue Beleuchtungstechnologien, vor allem durch den Ersatz von Glühlampen durch Leuchtdioden erreicht werden. Auf diese Weise kann beispielsweise bei den „Essener Lichtwochen“ der Stromverbrauch um 80 Prozent reduziert werden. Dadurch werden nicht nur Kosten gespart, sondern es werden auch CO2-Emissionen vermieden, die bei der Verstromung von Kohle und anderen fossilen Energieträgern entstanden wären.
Ein Großteil der Lichtverschmutzung besteht darin, dass eine diffuse Beleuchtung auch in den Nachthimmel und in die Schlafzimmer von Bürgern abstrahlt. Durch diffuses Licht, das die Dunkelheit in den Städten weitgehend beseitigt, werden der Lebensrhythmus von Mensch und Tier in Städten gestört und die Beobachtung des Nachthimmels erschwert. Diese Effekte sollen durch Lichtpläne verringert werden, die eine gezielt auf die zu illuminierenden Objekte gerichtete Beleuchtung vorschreiben.
Zur Entwicklung entsprechender Techniken hat LUCI eine „Sustainable Development Commission“ (eine Kommission für Nachhaltige Entwicklung) eingerichtet, die von der Stadt Eindhoven (Hauptsitz der Firma Philips) geleitet wird.
Die Organisatoren von Light Festivals, die sich in der International Light Festivals Organisation (ILO) zusammengeschlossen haben, beschlossen 2022 ein „Nachhaltigkeitsmanifest“ (engl.: Sustainability manifesto). Die Unterzeichner verpflichten sich darin, einen „minimalen ökologischen Fußabdruck“ anzustreben. Die Organisatoren des Amsterdam Light Festivals haben das Ziel, 2025 ausschließlich Strom als Energiequelle (auch für Boote) einzusetzen. Der Anteil „grünen Stroms“ soll maximiert werden.

## Krisenbedingte Ausfälle von Lichtkunst-Festivals seit 2020
In den Jahren 2020 und 2021 fielen die meisten Lichtkunst-Festivals in Deutschland und anderen Ländern wegen des Verbots von Großveranstaltungen aus. Dieses war aus Gründen des Infektionsschutzes nach Ausbruch der COVID-19-Pandemie verfügt worden.
Die Pandemie führte zudem in einigen Fällen dazu, dass es 2022 potenziellen Veranstaltern an den finanziellen Mitteln fehlte, die zur Durchführung eines Lichtkunst-Festivals hätten aufgebracht werden müssen. Das trifft z. B. auf die Luminale in Frankfurt am Main zu.
Der Überfall Russlands auf die Ukraine am 24. Februar 2022 löste Sanktionen gegen die russische Aggression aus. Daraus ergab sich eine erhebliche Verknappung und Verteuerung von Erdgas und Erdöl auf den Weltmärkten. Auch elektrische Energie verteuerte sich in vielen Ländern erheblich. Als Reaktion darauf gingen viele Kommunen in Deutschland dazu über, die Illumination von Wahrzeichen, Denkmälern und prominenten Gebäuden weitgehend einzustellen. Die Idee, an allen Tagen des Jahres dürften Objekte nur noch zur Gefahrenabwehr und zur Schaffung von Sicherheit beleuchtet werden, wurde von vielen Kommunen auch auf Lichterfeste angewandt, die in der Folge nicht geplant oder abgesagt wurden.

## Verteidigung von Illumination auch in Krisenzeiten

### Kurzfristigkeit der Forderung nach Absage
Einige Lichtkunst-Festivals fanden 2022 mit der Begründung statt, dass eine relativ kurzfristige Absage zu hohen Stornokosten geführt hätte.

### Kunstfreiheit
Andere Organisatoren von „Lichtkunstspektakeln“ wie dem Festival of Lights in Berlin beriefen sich darauf, dass auf diese „Spektakel“ die politische Entscheidung, die Beleuchtung von öffentlichen Gebäuden zu reduzieren, nicht anzuwenden sei, da es sich bei dem Festival um „temporäre Lichtkunst“ handele. Es sei „richtig und wichtig, dass Kunst und Kultur weiterhin einen festen Platz in unser aller Leben behalten.“

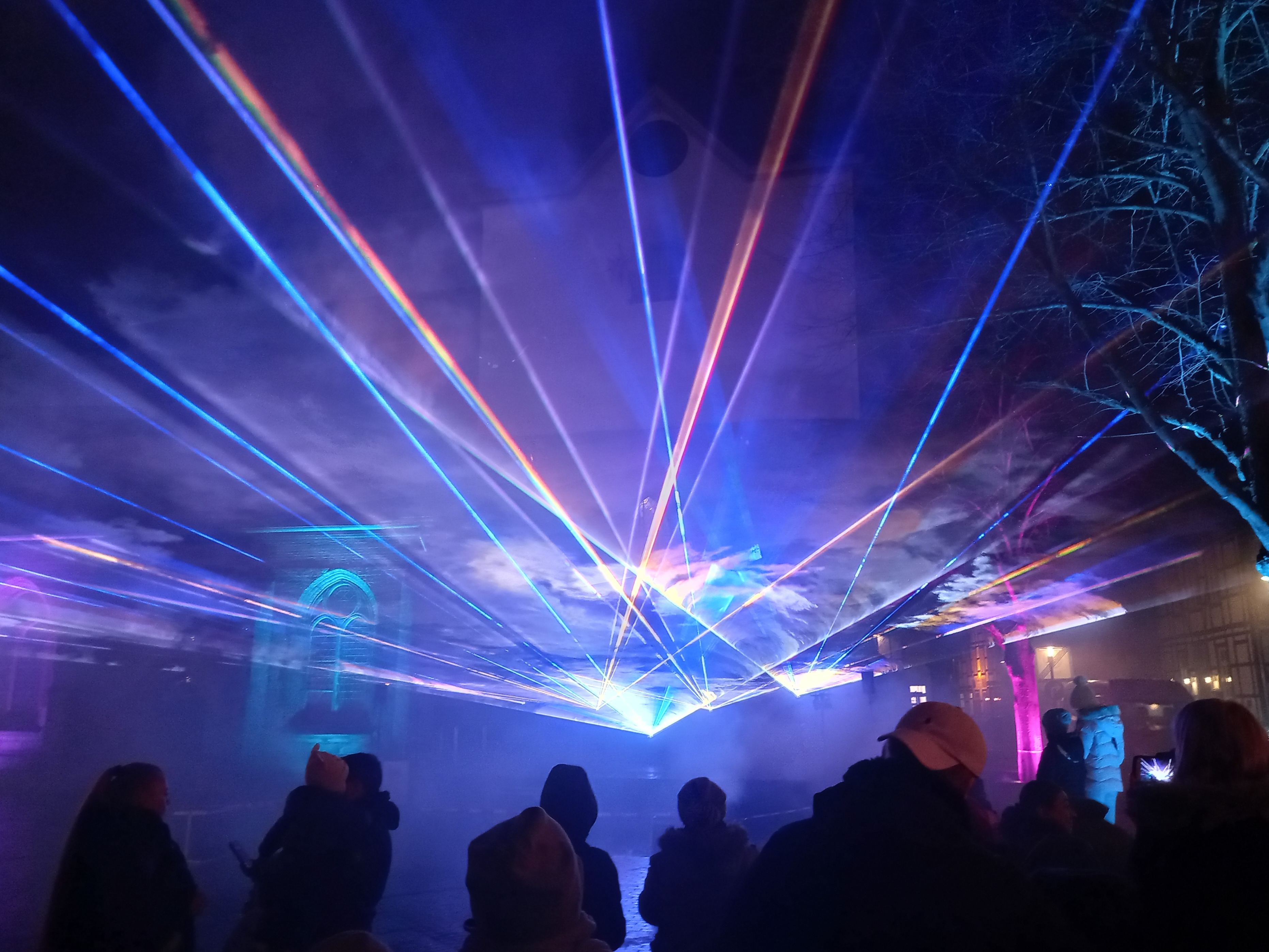
Lasershow vor der Liebfrauenkirche während des Lichterfests 2022 in Neustadt am Rübenberge

### Wirtschaftliche Folgen der Pandemiekrise
Einige Lichterfestivals wurden 2022 im Rahmen des von der Europäischen Union geförderten Sofortprogrammes „Perspektive Innenstadt!“ in Städten durchgeführt, deren Gewerbetreibende in den Innenstädten erheblich unter der COVID-19-Pandemie leiden mussten. Im Konflikt zwischen den Zielen der Energieeinsparung und der Erholung von den wirtschaftlichen Folgen der COVID-19-Pandemie entschieden sich die Verantwortlichen dafür, durch ihr Festival die Innenstadt zu beleben sowie deren Aufenthaltsqualität und Besucherfrequenzen zu erhöhen. Der Geschäftsführer von Essen Marketing führte an, dass „[d]ie Kultur- und Veranstaltungsbranche […] nicht erneut die Hauptlast der großen Krisen tragen“ könne, zumal beim Essen Light Festival 2022 bis zu 70 Prozent des Stroms eingespart werden könnten.